# الآراء النسوية حول مواضيع التحول الجنسي
تتفاوت الآراء النسوية حول مواضيع التحول الجنسي تفاوتًا كبيرًا. غالبًا ما كانت الآراء النسوية من الموجة الثانية معادية حول الأشخاص مغايري النوع الاجتماعي، وانتقدت هذه الآراء النساء العابرات (مغايرات النوع الاجتماعي) على أنهن «مخترِقات» للمساحات الأنثوية، واتهمتهن بدعم الأدوار الجندرية المتحيزة ضد المرأة، والصور النمطية للأنوثة، أو بدلًا من ذلك التصرف بذكورية استبدادية من خلال تجنب الأنوثة التقليدية. يميل نسويو الموجة الثالثة من ناحية أخرى، إلى النظر في النضال من أجل حقوق العابرات كجزء لا يتجزأ من الحركة النسوية. ويميل نسويو الموجة الرابعة إلى أن تُشمل العابرات، وتدعم كل من المنظمة الوطنية للمرأة (أكبر مجموعة نسوية في الولايات المتحدة) ومؤسسة الغالبية النسوية، حقوق العابرات.
تعتقد بعض النسويات، مثل جانيس ريموند وشيلا جيفريز، أن مغايري النوع الاجتماعي ومغايري الجنس (مصححي الهوية الجنسية)، يدعمون الأدوار الجندرية المتحيزة ضد المرأة، والثنائية الجندرية. يُدعى النسويون الذين يتبنون رأيًا بأن باقي النسويين يعانون من رهاب العبور الجنسي، أو الذين يعارضون حقوق مغايرات النوع الاجتماعي أو شمل النساء العابرات في المساحات والمنظمات النسائية، أو الذين لا يعتبرون أن النساء العابرات نساء، بـ «النسويين الراديكاليين المُقصين للعابرات» أو اختصارًا «تيرفس». بينما تفتقر هذه الأحزاب إلى النفوذ في التيار النسوي السائد في الولايات المتحدة وكندا، إلا أنها الأكثر نفوذًا في المملكة المتحدة، وخاصة في الصحافة البريطانية. شكلت بعض مغايرات النوع الاجتماعي ومغايرات الجنس، مثل جوليا سيرانو وجاكوب أندرسون مينشال، حركة داخل الحركة النسوية تدعى «نسوية العابرات»، والتي تنظر إلى حقوق العابرين والنساء العابرات بشكل خاص كجزء لا يتجزأ من الكفاح النسوي لجميع حقوق النساء.

## حقوق مغايرات النوع الاجتماعي والحركة النسوية
حثت الفيلسوفة النسوية الكُويرية جوديث بتلر، على التضامن النسوي مع العابرات واللامتطابقات جندريًا، وانتقدت الفلاسفة، مثل شيلا جيفريز، التي ناقشت الانخراط في محاولات قمعية، للاعتراض على الشعور بالهوية عند الأشخاص العابرين. دافعت بتلر عن الحقوق المدنية للأشخاص مغايري النوع الاجتماعي، في مقابلة أجرتها عام 2014: «لا شيء أكثر أهمية بالنسبة للأشخاص مغايري النوع الاجتماعي من الحصول على رعاية صحية ممتازة في بيئات مؤيدة للعابرين، والحصول على الحرية القانونية والمؤسسية لمتابعة حياتهم الخاصة كما يحلو لهم، وأن يؤكد بقية العالم حريتهم ورغبتهم». وردت أيضًا على بعض انتقادات جيفريز وريمون لأشخاص عابرين، متهمة إياهم بـ «الوصفية» و «التعسف». لا يُنشأ الأشخاص العابرون من خلال النقاش الطبي، ولكن بدلًا من ذلك يطورون نقاشات جديدة عن طريق حقهم في تقرير المصير. كتبت الأكاديمية الأمريكية سوزان سترايكر في عام 2007، أن للموجة النسوية الأولى قواسم مشتركة مع حركة حقوق مغايري النوع الاجتماعي: «ضمن الحدود التي تتخطى القيود التقليدية للأنوثة، هي ممارسة نسوية وعابرة للنوع الاجتماعي». أضافت أن قضايا مغايري النوع الاجتماعي دفعت الباحثين النسويين إلى التشكيك في مفاهيم الجنس البيولوجي، وأن التنظير بموضوع العبور الجندري، مرتبط مع ظهور نظرية المعرفة لما بعد الحداثة في فكر الموجة النسوية الثالثة. كتبت جيفريز في صحيفة الغارديان عام 2012، أنها تعرضت وغيرها من منتقدي «العبور الجندري» لحملات تخويف على الإنترنت، لدرجة أنه اقتُرح بأن مؤيدي حقوق العابرين يخافون أن تصبح «ممارسات العبور الجندري» موضوعًا للنقد. لم تدعو جامعة كامبريدج، النسوية الراديكالية البريطانية ليندا بيلوس، في عام 2017 لإلقاء الخطب، بعد أن قالت إن «سياسات العابرين» سعت إلى تأكيد سلطة الذكور.
قالت نسوية الملونات المثلية ساره أحمد أن أي موقف مناهض للعابرات، هو موقف مناهض للنسوية، وتُذكّر نسوية العابرات، بالحركة المتمردة الأولى لنسوية المثليات. كتبت كيمبرلي كرينشو، مطورة نظرية التقاطع: «أناس ملونون في حركات مجتمع الميم، وفتيات ملونات في الحرب ضد الانتقال من المدارس إلى السجون، ونساء داخل حركات الهجرة، ونساء عابرات في الحركات النسوية، وأشخاص ذوو إعاقة يكافحون سوء معاملة الشرطة- ويواجهون جميعهم نقاط ضعف تعكس تقاطعات العنصرية، والتمييز الجنسي، والقمع الطبقي، ورهاب العبور الجنسي، والتحيز تجاه ذوي الاحتياجات وغيرها، وقد أعطى التقاطع العديد من المناصرين وسيلة لتأطير ظروفهم، والقتال من أجل ظهورهم واحتوائهم».
كتبت سالي هاينز، أستاذة علم الاجتماع والهويات الجندرية في جامعة ليدز، في مجلة ذا إيكونوميست في عام 2018، أن الحركة النسوية وحقوق العابرات، صُوّرت على نحو زائف أنها في صراع مع أقلية من النسويين المناهضين لمغايري النوع الاجتماعي، الذين «يعززون غالبًا المجاز المهين كثيرًا للمرأة العابرة، كرجل متنكر يشكل خطرًا على النساء». انتقدت هينز هؤلاء النسويين بسبب تأجيجهم «لخطاب البارانويا والمبالغة» ضد الأشخاص العابرين، قائلة إنه بينما ينشرون الروايات المناهضة للعابرين، يتخلى النسويون المناهضون للعابرات والعابرين عن مبادئ النسوية، مثل الاستقلالية الجسدية، والتحكم الذاتي بالنوع الاجتماعي، وتوظيف «نماذج مختزلة من علم الأحياء ومفاهيم غير حصرية للتمييز بين الجنس والنوع الاجتماعي» دفاعًا عن مثل هذه الروايات. واختتمت هاينز بدعوة للاعتراف الصريح بالنسوية المناهضة لمغايري النوع الاجتماعي، على أنها انتهاك للمساواة والكرامة، و«مذهب يتعارض مع القدرة على تحقيق حياة صالحة للعيش أو حتى مجرد حياة».
قالت المُنظّرة النسوية والكاتبة وأستاذة جامعة ييل، روكسان غاي أن القضايا التي تواجه النساء غير البيضاوات والمهمّشات، مثل التحرش الجنسي، وسوء السلوك، تمتد لتشمل النساء العابرات، وأن النسويين الراديكاليين المقصين للعابرين «فشلوا بشكل محزن» في التفكير في تجربة النساء العابرات. تجد غاي رهاب العبور الجنسي مروعًا، مع سوء المعاملة والمعاناة التي يواجهها الأشخاص العابرون، مثل ارتفاع معدلات الانتحار ومعدلات قتل النساء السوداوات العابرات، وذلك ليس خطأهم. وقد قالت أيضًا: «أعتقد أن الكثير من النسويين مرتاحين للغاية لكونهم معاديين للعابرين. ومن المؤلم أن نرى ذلك، لأننا يجب أن نكون على معرفة بشكل أفضل، بعد أن هُمشنا كنساء على مر التاريخ واليوم. كيف نجرؤ على تهميش الآخرين الآن؟».

## النسويين الراديكاليين المقصين للعابرات (تيرفس)
«تيرف» هو اختصار لـ «النسويين الراديكاليين المقصين للعابرات». ويُستخدم لوصف النسويين الذين يعبّرون عن أفكار يعتبرها النسويون الآخرون رهابًا للعبور الجنسي، كالادعاء بأن النساء العابرات لسن نساء، ومعارضة حقوق مغايري النوع الاجتماعي، وإقصاء النساء العابرات من المساحات والمنظمات النسائية.
بينما تفتقر هذه الأحزاب إلى النفوذ في التيار النسوي السائد، تكون قوية نسبيًا في المملكة المتحدة، وخاصة في الصحافة البريطانية، وتعاونت مع الجماعات المحافظة والسياسيين لمعارضة القوانين التي تعزز حقوق مغايري النوع الاجتماعي، والحقوق القائمة وحماية الأشخاص العابرين.